# Tocache (província)
Tocache é uma província do Peru localizada na região de San Martín. Sua capital é a cidade de Tocache.

## Distritos da província
- Nuevo Progreso
- Pólvora
- Shunte
- Tocache
- Uchiza